# Меглинка (приток Руны)
Меглинка (устар. Меглина) — река в Тверской области России.
Протекает в юго-восточном направлении по территории Пеновского района в заболоченной местности. Вытекает из Меглинского озера, впадает в реку Руну в 14,4 км от её устья по левому берегу. Длина реки составляет 16 км, площадь водосборного бассейна — 92,1 км². Населённых пунктов на реке нет.

## Данные водного реестра
По данным государственного водного реестра России относится к Верхневолжскому бассейновому округу, водохозяйственный участок реки — Волга от истока до Верхневолжского бейшлота, речной подбассейн реки — бассейны притоков (Верхней) Волги до Рыбинского водохранилища. Речной бассейн реки — (Верхняя) Волга до Куйбышевского водохранилища (без бассейна Оки).
Код объекта в государственном водном реестре — 08010100112110000000048.